# Reprodukční technologie
Reprodukční technologie je termín pro všechna současné a předpokládané technologie v oblasti lidské a zvířecí reprodukci, například:
- Umělé oplodnění (inseminace – vstřik semene do dělohy)
- Umělá děloha
- Klonování
- Konzervace zmrazením – u spermií, oocytů (neoplozených vajíček), embryí
- Embryový test
- Embryový transfer
- Genetické inženýrství
- Hormonální léčba na zvýšení plodnosti
- Oplodnění ve zkumavce (in vitro fertilizace – IVF)
  - Intracytoplazmická spermiová injekce (ICSI)
- Preimplantační genetická diagnostika (PGD)
- Selekce spermií

- Asistovaná reprodukce nebo asistované reprodukční technologie (ART) jsou termíny někdy používané pro léčbu neplodnosti použitím reprodukčních technologií.

- Antikoncepce též může být považována za formu reprodukční technologie, protože lidem umožňuje kontrolu plodnosti.